# Peru Two
Als Peru Two wurden Michaella McCollum aus Dungannon und Melissa Reid aus Lenzie bekannt; zwei 20 Jahre alte Staatsbürgerinnen des Vereinigten Königreichs, welche am 6. August 2013 wegen des Verdachts auf Drogenschmuggel auf dem Jorge Chávez International Airport in Lima verhaftet wurden, nachdem in ihrem Gepäck 11 kg Kokain gefunden wurden.
Ursprünglich hatten sich die beiden darauf berufen, von einer bewaffneten Bande genötigt worden zu sein. Später plädierten sie in ihrem Prozess jedoch auf schuldig. Als Grund dafür gaben sie an, ihre Chancen auf ein möglichst mildes Urteil verbessern zu wollen. Am 17. Dezember 2013 wurden Reid und McCollum je zu einer Freiheitsstrafe von sechs Jahren und acht Monaten verurteilt, welche sie im Gefängnis Ancón 2 absaßen. In Haft betätigten sie sich im Arbeitsprogramm unter anderem als Frisöre für ihre Mitgefangenen; Reid und McCollum legten Wert darauf, ihren Willen zur Resozialisierung zu beweisen.
Im Frühjahr 2016 bemühten sich die beiden Frauen darum, in das Vereinigte Königreich zurückkehren zu können. Michaella McCollum beantragte die Aussetzung ihrer restlichen Haftzeit auf Bewährung, welche ihr am 31. März 2016 unter der Auflage, Peru die nächsten sechs Jahre nicht verlassen zu dürfen, bewilligt wurde.
Folgenden April erlaubten die peruanischen Behörden Melissa Reid die Ausreise. Sie wurde am 21. Juni aus der Haft entlassen und kehrte umgehend nach Schottland zurück. Ihr Flugzeug erreichte am folgenden Tag den Flughafen Glasgow.
Michaella McCollum kehrte zwei Monate später, am 13. August 2016, nach Europa zurück.
Der Fall von Reid und McCollum bekam sowohl in Peru, als auch im Vereinigten Königreich intensive mediale Aufmerksamkeit. Auch in anderen Ländern wurde über die beiden berichtet. Eine Channel 4-Dokumentation und das Gefängnistagebuch, welches Michaella McCollum über die Geschehnisse veröffentlichte, verschafften dem Fall zusätzliche Aufmerksamkeit.